# Herfølge
Herfølge er en by i Køge Kommune på Østsjælland, med ca. 7.000 indbyggere.[kilde mangler] Herfølge ligger ca. fem kilometer syd for Køge centrum og hører til Køge Kommune.
I Herfølge ligger Herfølge Station på jernbanen mellem Køge og Næstved ("Lille Syd").

## Etymologi
Herfølge er nævnt i Roskildebispens Jordebog fra 1370 som Herfyglæ. Navnet menes afledt af Hærfyghle, afledt med ia-suffix af navnet på hærfugl og betyder sandsynligvis "området med hærfugle". Navnet kan gå tilbage til jernalderen.

## Historie
Herfølge landsby bestod i 1682 af 22 gårde, 4 huse med jord og 3 huse uden jord. Det samlede dyrkede areal udgjorde 586,5 tønder land skyldsat til 136,79 tønder hartkorn. Dyrkningsformen var firevangsbrug.
Herfølge blev tidligere kaldt "Kongens Herfølge". Landsbyen var beliggende ved landevejen mellem Køge og Næstved. Omkring århundredeskiftet (1900) havde byen kirke, skole, syskole, Skeels Hospital (oprettet i 1641 af Christen Skeel til Fussingø og Vallø; det ydede ifølge sin fundats af 18. juni 1871 20 værdige trængende fra Vallø Stift ophold og underhold og bestyres under Vallø Stifts kurators overtilsyn og sognepræstens og stiftsforvalterens inspektion af en forstander), forsamlingshus (opført 1886), 2 møller, bageri og bryggeri samt kalkbrud med ovn (i bakkerne ved Herfølge fandtes en egen kalksten, limsten).

### Stationsbyen
I 1870 anlagdes jernbanen Sjællandske Sydbane fra Roskilde over Køge og Næstved førtes til Vordingborg (Masnedsund), men først i 1908 oprettedes Herfølge Station.
I 1916 havde Herfølge stationsby 250 indbyggere, i 1921 491 indbyggere, i 1925 512 indbyggere, i 1930 629 indbyggere, i 1935 811 indbyggere, og i 1940 950 indbyggere.
Efter 2. verdenskrig fortsatte byen sin udvikling: i 1945 havde den 1.023 indbyggere, i 1950 991 indbyggere, i 1955 1.060 indbyggere, i 1960 1.138 indbyggere og i 1965 1.389 indbyggere.

## Herfølge Kirke
Herfølge Kirke er grundlagt 1150. Præsten, historikeren og digteren Claus Christoffersen Lyschander var fra 1587 præst her.

## Undervisning
Forstaden har tre skoler, Herfølge skole, Holmebækskolen og Herfølge Privatskole.

## Sport
Herfølge er kendt for sit fodboldhold, Herfølge Boldklub, der siden 1980'erne har været med i toppen af dansk fodbold. Klubben vandt i år 2000 Danmarksmesterskabet i Superligaen, og byen kan således bryste sig af at være den mindste danske fodboldklub,[kilde mangler] der har hjemført trofæet. Klubbens elitehold blev i sommeren 2009 en del af overbygningsklubben HB Køge.

## Kendte personer
- Filmproducenten Peter Aalbæk Jensen bor i Herfølge.
- Caroline Wozniacki er, blandt andre byer, vokset op i Herfølge.[15]
- Håndboldlandsholdspilleren Lars Jørgensen bor i byen.
- Fodboldspilleren Kim Daugaard (født 1974 i Herfølge), 336 kampe for Brøndby IF, nu assistenttræner for HB Køge.
- Roer Erik Larsen (født 1928 i Herfølge - 1952) holdbronzevinder ved Sommer-OL 1948.